# Paul Pirlot
Paul Léon Ghislain Pirlot, né le 17 mars 1920 à Mettet (Belgique) et mort le 30 septembre 1990 à Frelighsburg (Québec, Canada), est un zoologiste et écrivain de l’université de Montréal. Il est surtout connu pour ses recherches sur les chauves-souris. Il a écrit le plus important manuel de biologie publié au Canada français.

## Biographie

### Vie personnelle
Il est le fils de Léon Paul Pirlot, fonctionnaire d'État. Il grandit auprès de son ainé Jules Pirlot, qui deviendra plus tard chanoine et directeur de la section de philosophie au Grand Séminaire de Namur. Malgré l’éloignement géographique avec ses parents et son frère, il communique régulièrement avec eux durant toute son existence.
Le 15 décembre 1947, il épouse Renée Violette Tarlost à Greenwich, durant ses études à Londres. Le couple s’établit à différents endroits pour suivre les recherches de Pirlot. Les époux immigrent au Québec en 1958 avec leurs trois enfants, Marie-Antoinette, Jean-Paul et Brigitte. Ils possèdent une demeure à Hampstead ainsi qu’une propriété à Frelighsburg. Au début des années 1970, il quitte la maison familiale et utilise son bureau de l’Université de Montréal comme lieu de communication, dû à ses absences pour des voyages de recherches.

### Formation
Il commence ses études universitaires au Jury Central de Bruxelles, où il obtient sa licence en philosophie et lettres en 1942. Il rédige un mémoire à propos de l’astronomie, spécifiquement sur Théon de Smyrne, sous la direction d’Abbé Lemaître. Deux ans plus tard, il envoie sa candidature à l’université de Louvain afin d’étudier en sciences géologiques. Il obtient par la suite sa licence en sciences naturelles en 1946 et agrégé de l’enseignement à la même université, en 1949. Durant la même année, il obtient son doctorat en zoologie de l’université de Londres sous la direction du paléontologue David Meredith Seares Watson. Toujours à la même université, il acquiert son doctorat en sciences pour ses nombreuses publications en 1959.

### Carrière
Lors de ses études, Pirlot commence sa carrière au musée de l’Institut royal des sciences naturelles de Belgique dans la collection zoologique. En 1949, il décide d’aller en Afrique centrale pour travailler comme assistant de recherche à temps partiel. De 1951 à 1957, il devient assistant de recherche à temps plein au Congo belge à l’Institut pour la recherche scientifique en Afrique centrale. À cet endroit, il étudie la morphologie et l’écologie des animaux sauvages. Pendant son séjour, il assiste à la montée indépendantiste de la population. Il est partagé dans sa position lors du conflit, puisqu’il reconnaît les lacunes du système colonialiste, mais il justifie la présence belge au pays par la nécessité de le développer, puisqu’il était l'un des moins développés de l'Afrique à l’époque.
À partir de son engagement à l’université de Montréal, il se focalise sur l’organisation quantitative du cerveau en relation avec le comportement.
Tout au long de sa carrière de scientifique, il voyage dans plusieurs pays dont le Congo belge, le Venezuela, la Colombie, l’Argentine, le Brésil, le Pérou, la Malaisie, l’Indonésie, la Chine, le Japon, l’Allemagne, l’Australie, l’Israël ainsi que la région des Antilles. Il parle le français, l’anglais et l’espagnol tout en se débrouillant en allemand, en portugais et en kiswaili.
Par ses voyages, il tisse des relations avec des scientifiques de différents pays. Certaines de ses collaborations se continuent jusqu’à la fin de son existence. Au Japon, il rencontre le Dr Toshiro Kamiya. En Allemagne, il collabore avec le Dr H. Stephan sur l’étude de la volumétrie des cerveaux. En Argentine, il travaille avec la Dra. N Bee de Speroni. En Chine, il fait la connaissance du Dr S.S. Joao avec qui il étudie les pandas.
Il a étudié les marsupiaux, les ours, les pandas, les rongeurs et les dauphins, mais sa spécialité a été les chauves-souris. Lors de ses recherches, il découvre un intérêt pour ces animaux peu appréciés. Il a effectué des recherches approfondies sur ces animaux qu’il a capturés lui-même, entre autres sur leur anatomie, leur ossature, leur cerveau, la structure de leurs ailes ou leur reproduction. Il analyse également leur milieu de vie ainsi que leurs interactions sociales. C’est lors d’une étude sur le terrain au Venezuela qu’il est attaqué par une chauve-souris vampire. 
En 1958, il devient professeur adjoint de zoologie au département des sciences biologiques de l’université de Montréal, où il enseigne tout en continuant ses recherches. En 1963, il reçoit une promotion en acquérant le titre de professeur titulaire. Bien qu'il fût apprécié par ses élèves, il était fortement critiqué par ses collègues. Il était considéré comme étant trop traditionnel dans ses méthodes d'enseignement, notamment avec des examens à long développement. Il présumait que ce genre d'examen était nécessaire afin d'utiliser le potentiel d'intelligence et de jugement de ses élèves. Il se retire de l’enseignement en 1985. De 1986 à 1988, il est chercheur invité à l’université.
Parmi ses nombreux ouvrages, Morphologie évolutives des Chordées a été le plus marquant. Cet ouvrage a permis à l'intégration de la langue française dans le monde scientifique de la zoologie, où les ouvrages et rédactions sont principalement en anglais. Cet ouvrage servira aussi à des fins d'enseignement universitaire. 

### Engagement scientifique
De 1966 à 1968 et de 1970 à 1973, Pirlot est scientifique et animateur à l’émission Connaissance d’aujourd’hui, diffusée à Radio-Canada.
Il est très actif dans le milieu scientifique. Il faisait partie de plusieurs associations scientifiques: l’Association des écrivains de langue française, Society for the Study of Evolution, la Société scientifique de Bruxelles, Canadian Society of Zoologists, Canadian Society for the History and Philosophy of Science, American Society for Anatomists, New York Academy of Sciences, American Society of Naturalists et National Geographic Society. Il s’investit davantage lorsqu’il devient vice-président de la Canadian Society of Zoologists en 1964. L’année suivante, il est nommé le président.
Il avait pour ambition de développer les relations internationales avec les collaborateurs et scientifiques étrangers. Henri Atlan, avait une grande importance à ses yeux. Il avait planifié 5 conférences pour que celui-ci puisse partager son expérience et ses connaissances à l'Université de Montréal.

### Mort
Pirlot souffrait de problèmes cardiaques à la fin de sa vie, ce qui l’obligea à diminuer ses déplacements à travers le monde. Il a passé les derniers hivers de sa vie en Espagne, puisque l’hiver québécois était trop difficile pour sa condition. Le 30 septembre 1990, il décède dans sa résidence de l’Estrie au Québec.

## Publications
- 1968 : L’homme dans son milieu, Éditions Guérin.
- 1969 : Morphologie évolutive des Chordés, Les Presses de l’Université de Montréal.
- 1969 : Le pays entre l’eau et le feu, Beauchemin.
- 1977 : Organe et fonction : essai de biophilosophie, Éditions Maloine. En collaboration avec Réjane Bernier.
- 1989 : Brains and Behaviours, Orbis Publications.

De 1949 à 1989, Pirlot a aussi publié plus d’une centaine d’articles scientifiques en différentes langues dont le français, l’anglais et l’espagnol pour une variété de revue scientifique.

## Distinctions
- Pirlot s'est vu décerner le titre de professeur émérite de l'université de Montréal en 1977[2].
- Le pavillon Paul-Pirlot[10] de la Station de biologie des Laurentides est nommé en son honneur.